# Жизнь и мнения Тристрама Шенди, джентльмена
«Жизнь и мне́ния Тристра́ма Ше́нди, джентльме́на» (англ. The Life and Opinions of Tristram Shandy, Gentleman) — юмористический роман Лоренса Стерна, наиболее известное произведение писателя. Опубликован в девяти томах: тома 1—2 появились в 1759 году, тома 3—4 — в 1761, тома 5—6 — в 1762, тома 7—8 — 1765 и том 9 — в 1767 году. Повествование представляет собой историю жизни главного героя от предыстории его рождения (до которого дело доходит только в третьем томе) и до 5-летнего возраста в конце девятого тома, постоянно прерываемую многочисленными лирическими отступлениями, беседами с читателем, посторонними историями, рассказами о жизни родственников главного героя, которые превращают книгу в причудливую смесь иронических и драматических сцен, ярко очерченных характеров, сатирических выпадов и остроумных высказываний. Это, а также широкое использование типографских выразительных средств позволяет считать роман одним из первых произведений экспериментальной литературы, например, антироманом.
Благодаря широкой образованности Стерна роман изобилует ассоциациями с работами поэтов-метафизиков XVII века и научными произведениями своего времени, в первую очередь — с работой Джона Локка «Опыт о человеческом разумении». Артур Шопенгауэр называл «Тристрама Шенди» одним из лучших когда-либо написанных романов.

## Сюжет и стиль

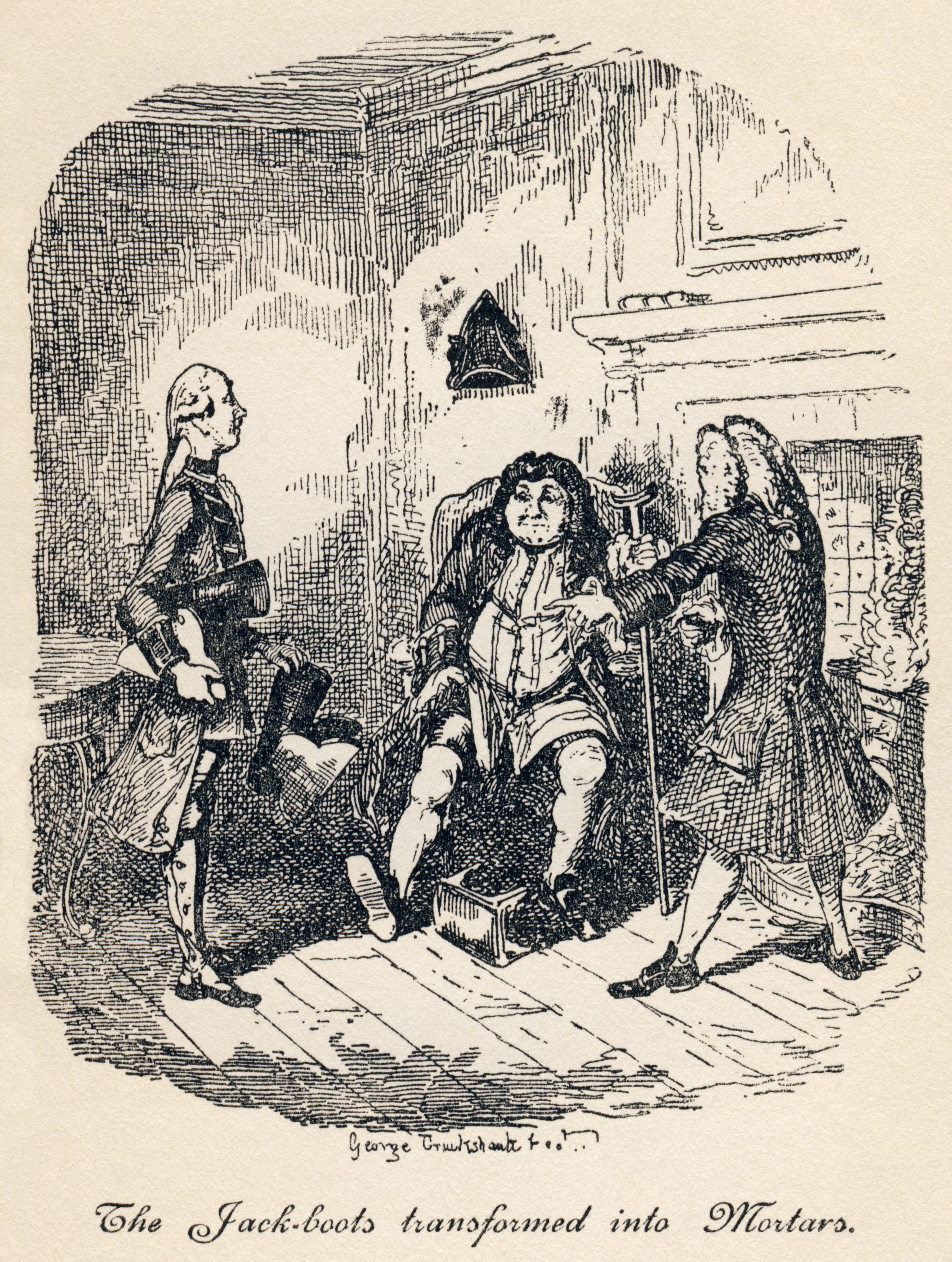
«Ботфорты, превращённые в мортиры»: Трим сделал мортиры из пары старых ботфортов. К несчастью, они принадлежали прадеду братьев Шенди и были наследственными (Том III, глава XXII и XXIII).

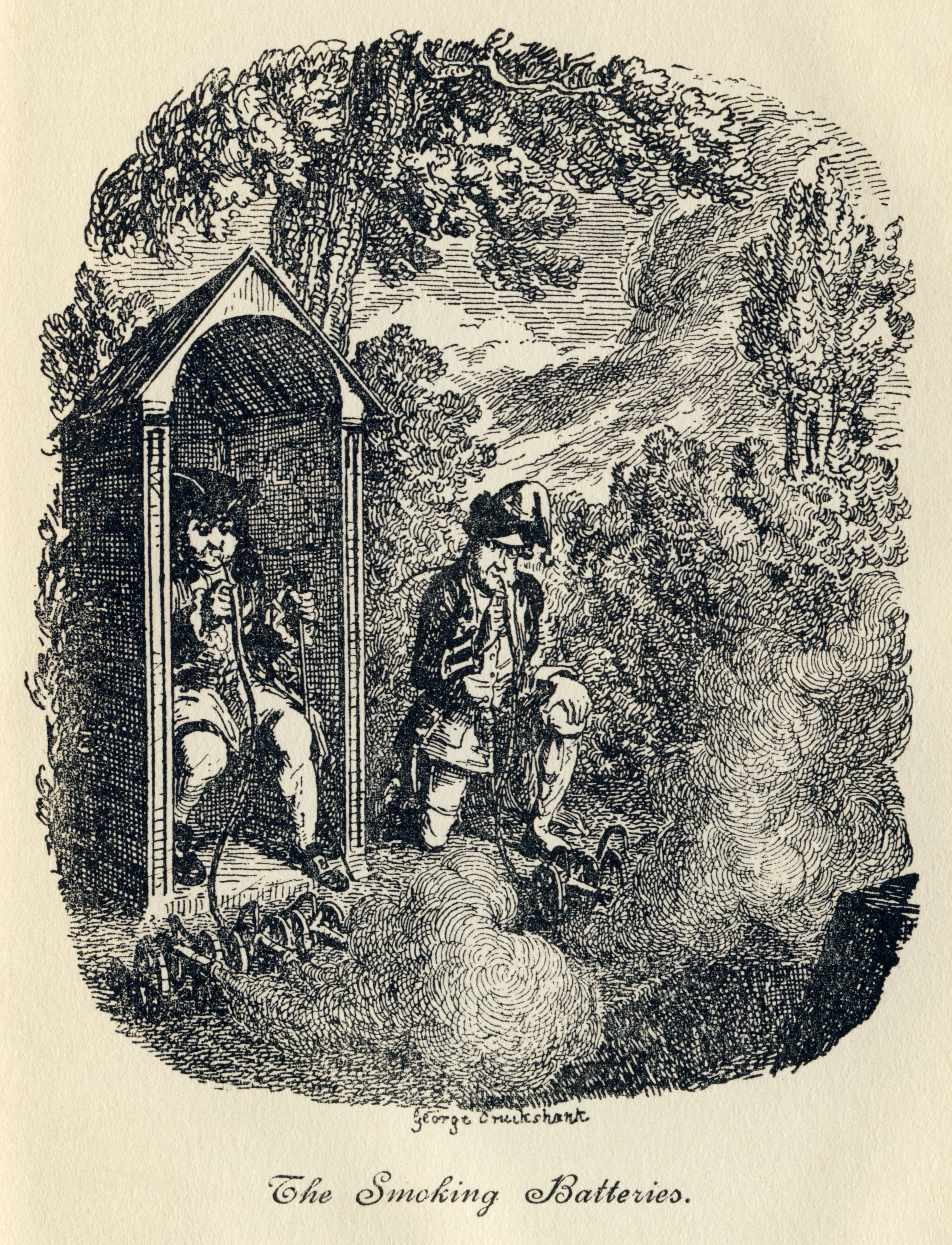
«Курительные батареи»: Капрал дяди Тоби Трим изобрёл устройство из двух турецких трубок для одновременного выстрела из нескольких миниатюрных пушек. Однако удовольствие, доставляемое капралу этим попыхиванием, было так велико, что он незаметно увлёкся, затяжка следовала за затяжкой, и когда к нему подошёл дядя Тоби, атака была уже в полном разгаре. Рисунок Джорджа Крейкшэнка.

Как следует из заглавия, книга представлена как рассказ Тристрама о своей жизни. Но одной из главных шуток романа является неспособность рассказчика сообщить что-либо лаконично, что вынуждает его делать пояснительные отступления для добавления повествованию красок и коннотаций. В результате отступлений до момента своего рождения Тристрам доходит лишь в третьем томе романа.
Кроме Тристрама — рассказчика, — важнейшими персонажами книги являются его отец Вальтер, мать и дядя Тоби со своим слугой Тримом, сопровождаемые менее значительными, но запоминающимися лицами, такими как горничная Сузанна, доктор Слоп и священник Йорик, который впоследствии стал любимейшим псевдонимом Стерна и его очень успешным рекламным трюком. Йорик также является главным героем второго произведения Стерна — «Сентиментального путешествия по Франции и Италии».
Действие сосредоточено вокруг домашних огорчений и недоразумений, которые в силу различий в социотипах по-разному воспринимаются братьями Шенди: вспыльчивым, рациональным и саркастичным Вальтером и мягким, простым и сопереживающим Тоби.
В промежутках между домашними событиями Тристрам в качестве рассказчика рассуждает о поведении полов, оскорблениях, влиянии имени на жизнь человека, носах, а также акушерском осмотре, осадной войне и философии в попытках понятно выстроить свой материал и закончить свою биографию.
Хотя Тристрам и присутствует на страницах как рассказчик и комментатор, книга содержит мало фактов о его жизни: лишь 8-й том посвящён его путешествию по Франции и описаны четыре комичных неудачи, определившие его жизнь уже в самом раннем возрасте. Первая — препятствие закрепиться зародышу в матке матери. В момент зачатия мать спросила отца, не забыл ли он завести часы. Это отвлечение внимания и его психологический эффект разогнали и рассеяли жизненных духов, обязанностью которых было дать начало красивому младенцу. Вторая неудача — повреждение носа Тристрама щипцами доктора Слопа во время сложных родов. Одна из излюбленных теорий его отца, однако, заключалась как раз в том, что в течение всей жизни и карьеры мужчины ему очень важно иметь большой и привлекательный нос.
Третья неудача также связана с одной из теорий его отца о громадном влиянии имени человека на его сущность и судьбу, и имя Тристрам при этом вызывало у отца полное отвращение. С учётом двух неудач, которые к данному моменту претерпел ребёнок, отец выбрал имя Трисмегист, которое должно было сполна компенсировать их. Имя было сказано горничной Сузанне, с тем чтобы она сообщила его викарию, но по пути она забыла имя, и в результате сына нарекли Тристрамом. В результате отец постановил, что это имя, являющееся объединением Трисмегиста (псевдонима эзотерического мистика Гермеса Трисмегиста) и Тристана (имеющего коннотацию с грустью от лат. tristitia), обрекло ребёнка на несчастную жизнь и его проклятием стала неспособность понять причину своих несчастий. Четвёртой неудачей стало его случайное обрезание в пятилетнем возрасте, когда подъёмная рама упала именно в тот момент, когда он мочился из окна (Сузанна потеряла его ночной горшок, а Трим отрезал свинцовые гири с подъёмной рамы в детской для переплавки на миниатюрные пушки дяди Тоби).

## Структура повествования и вовлечение читателя
Присутствие Стерна внутри повествования изменило традиционную форму романов, так как использованная им структура множества перемешанных и фрагментарных событий накладывала несколько сюжетов друг на друга. Метод отступлений отражает его неспособность лаконично изложить каждое происходящее событие: он часто прерывает их описание комментарием о том, как читатель должен понимать и оценивать его.
Он плотно вовлекает читателя в текст, общается с ним, отвечает на предполагаемые вопросы и использует ожидаемую им интерпретацию своего нетрадиционного сюжета. Присутствие Тристрама внутри повествования как рассказчика подчёркивается использованием визуальных методов, таких как цветная бумага некоторых страниц, пустые страницы, что отражает важность участия читателя в романе.
Роман пародирует жизнеописательную форму традиционных романов и обрывается, из-за чего сначала преобладало мнение о его незаконченности, подкреплённое смертью автора через год после окончания публикации. Однако позже отметили тематическое сходство первой и последней глав (о малоудачных зачатиях), как бы закольцевавших роман, поэтому конец, скорее всего, намеренно открытый. Также Тристрам дал много обещаний о своей книге, которые не успел выполнить, а в 14-й главе первого тома сказал, что будет писать её «до конца дней» своих. Очевидно, что повествование от первого лица не могло сообщить о смерти повествователя. Автор в последний год жизни не возвращался к «Тристраму Шенди», а писал «Сентиментальное путешествие по Франции и Италии», не успев его закончить.

## Техника и повлиявшие на роман работы

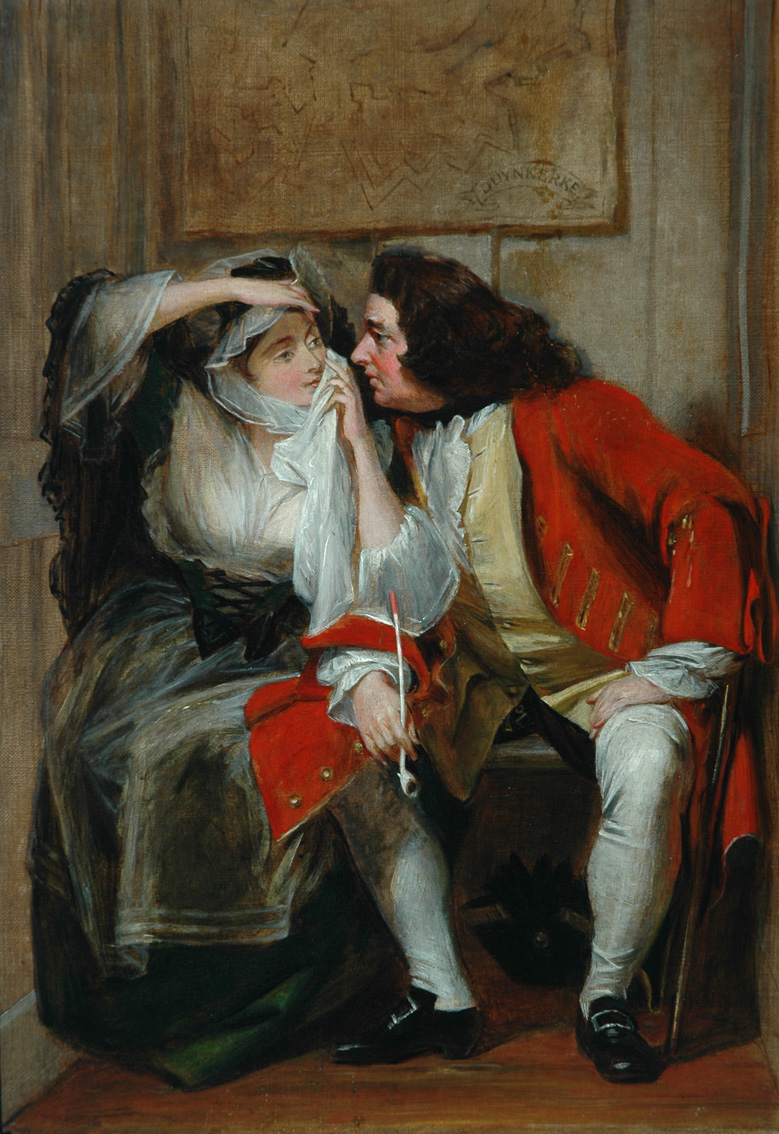
Дядя Тоби и вдова Водмен. Чарльз Роберт Лесли

### Художественные вставки и обвинения в плагиате
Стерн почти слово в слово включил в «Тристрама Шенди» много отрывков из «Анатомии меланхолии» Роберта Бертона, «О смерти» Фрэнсиса Бэкона, Рабле и других авторов и представил их в таком порядке, чтобы они служили новому смыслу, заложенному в «Тристрама Шенди». Роман хвалили за его оригинальность, и никто не замечал этих заимствований до самой смерти Стерна. Первым обратил на них внимание врач и поэт Джон Ферриар, не осуждавший их, однако, и писавший так: 
Если мнение [читателя] об образованности и оригинальности Стерна умаляется при внимательном прочтении, то он должен, по меньшей мере, насладиться умением Стерна распорядиться источниками и вкусом, с которым подобраны включённые в его работу многочисленные отрывки, написанные их авторами совсем с другим смыслом.
Критики XIX века, враждебно настроенные к Стерну за скрытую непристойность его прозы, использовали находки Ферриара для опорочивания Стерна и заявляли, что он был литературным мошенником, и почти единогласно объявили его в простом плагиате. Филолог Грэм Петри детально проанализировал данные отрывки в 1970-е годы: он заметил, что, хотя многие позднейшие комментаторы согласны в том, что Стерн «перетасовал отрывки, чтобы сделать их смешнее, эмоциональнее или ритмичнее», никто, кажется, «не предположил, преследовал ли этим Стерн какую-либо другую, чисто художественную цель». Изучая отрывок тома V, главы 3, Петри замечает: «из этого отрывка … видно, что копирование Стерном было далеко не чисто механическим и что перестановки выходят далеко за рамки необходимых стилистических концовок».

### Рабле
Значительное влияние на «Тристрама Шенди» оказал роман Рабле «Гаргантюа и Пантагрюэль». Рабле был явно излюбленным писателем Стерна, и в своей переписке он ясно дал понять, что считал себя преемником Рабле в области юмористической литературы. Отрывок, который Стерн включил в роман, касается «длины и качеств носов». Стерн написал и более раннее сочинение под заглавием «Раблезианский фрагмент», подтверждающее его знакомство с работой французского монаха и врача.

### Осмеяние серьёзности
Серьёзность была качеством, вызывавшим у Стерна раздражение. В «Тристраме Шенди» серьёзные отрывки уважаемых писателей, а также отрывки жанра consolatio выстроены в смехотворном порядке.
Среди предметов подобных насмешек было и несколько мнений, высказанных в «Анатомии меланхолии» Роберта Бертона — книге, утверждавшей, что приличнейшим и уважаемым среди учёных людей видом произведений являются проповеди. Целью Бертона было попытаться доказать неоспоримые факты весомыми цитатами. Его книга в основном состоит из набора мнений множества писателей (сам он скромно воздерживается от добавления своих), разделённых на старомодные категории. В ней затронуты разнообразные темы: от религиозных теорий до военной дисциплины, от судоходства по внутренним водным путям до морального аспекта школ танцев.
Много оригинальных черт персонажей «Тристрама Шенди» списано у Бертона. Бертон доставляет себе удовольствие утопическим очерком об идеальном правительстве во вступительном слове к читателю, что служит основой высказываний в «Тристраме Шенди» на эту тему. Стерн пародирует и использование Бертоном весомых цитат. Первые четыре главы «Тристрама Шенди» основываются на нескольких отрывках из Бертона.
В главе 3 тома 5 Стерн пародирует жанр consolatio, смешав и переработав отрывки из трёх «сильно удалённых друг от друга разделов» бертоновской «Анатомии», в том числе и «серьёзный и рассудительный рассказ» о скорби Цицерона по поводу смерти его дочери Туллии.

### Другие техники и повлиявшие на роман работы
Текст Стерна наполнен намёками и ссылками на передовых мыслителей и писателей XVII—XVIII веков. Поп и Свифт значительно повлияли на Стерна и его роман. Сатира Попа и Свифта задала основное направление юмора в «Тристраме Шенди», но на идеи и взгляды, исследуемые в романе, повлияли также и проповеди Свифта, и «Опыт о человеческом разумении» Локка. Также влияние оказали Сервантес, «Опыты» Монтеня, значительные интертекстуальные заимствования самой «Анатомии меланхолии», «Битва книг» Свифта и совместная работа клуба Мартина Писаки «Мемуары Мартина Писаки».
Намёки на Сервантеса присутствуют на протяжении всего романа Стерна. Частые отсылки к Росинанту, характер дяди Тоби (напоминающий дона Кихота во многих случаях), собственное описание Стерном дядиного характера как «сервантесовского», игнорирующая жанры структура «Тристрама Шенди», сильно позаимствованная из второго тома «Дона Кихота» — всё это демонстрирует влияние Сервантеса.
В романе также использованы теории Джона Локка об эмпиризме, или способе сбора познаний о себе и о мире из «совокупности идей», поступивших от наших пяти чувств. Стерн и уважительно, и насмешливо относится к теориям Локка, используя совокупность идей для построения «коньков» персонажей — их причудливых увлечений, как структурирующих, так и усложняющих их жизнь. Стерн заимствует у Локка языковые теории (о неточностях и произвольностях слов и узуальности) и вместе с тем спорит с ними и впоследствии много времени посвящает рассуждению о самих словах в своём повествовании с «отступлениями, расхаживаниями, нагромождением очевидных мелочей в попытке добраться до истины».
Существует мнение Д. У. Джефферсона, согласно которому «Тристрам Шенди» должен восприниматься как пример устаревающей литературной традиции «учёного остроумия».

## Отзывы и влияние
Некоторые современники Стерна были невысокого мнения о его романе, но его вульгарный юмор был популярен в лондонском обществе. Спустя время он стал считаться одним из величайших комических романов на английском языке. В частности, Шопенгауэр считал его кульминацией и венцом романной формы, одним из «четырёх романов высшего класса», наряду с «Вильгельмом Мейстером» Гёте, «Новой Элоизой» Руссо и «Доном Кихотом» Сервантеса. В 1825 г. Шопенгауэр даже обратился к своему издателю Ф. А. Брокгаузу с предложением перевести его на немецкий язык (на что получил отказ).
В 1776 г. Сэмюэл Джонсон писал: «Никакая странность не будет длиться долго. „Тристрам Шенди“ не продлился». Шопенгауэр в частной беседе противостоял Сэмюэлу Джонсону, сказав: «Стерн-Человек стоит 1000 таких педантов и любителей общих мест, как д-р Дж.». Молодой Карл Маркс был поклонником «Тристрама Шенди» и написал по-прежнему не опубликованную юмористическую повесть «Скорпион и Феликс», явно находясь под влиянием работы Стерна. Гёте похвалил Стерна в «Годах странствий Вильгельма Мейстера», которые, в свою очередь, повлияли на Ницше.
«Тристрам Шенди» также рассматривается формалистами и другими литературными критиками как предтеча многих повествовательных способов и стилей, использовавшихся писателями-модернистами и постмодернистами, такими как Джеймс Джойс, Вирджиния Вулф, Карлос Фуэнтес, Милан Кундера и Салман Рушди. Романист Хавьер Мариас назвал «Тристрама Шенди» книгой, изменившей его жизнь, когда он переводил её на испанский язык в 25-летнем возрасте, от которой он «научился почти всему в написании романов и тому, что роман может содержать всё подряд и при этом оставаться романом».
Успех романа Стерна позволил ему получить от лорда Фоконберга должность викария церкви св. Михаила в Коксуолде (Йоркшир), включая проживание в доме, послужившем прообразом Шенди-холла. Средневековое здание по-прежнему существует и с 1960 г. находится под управлением Фонда Лоренса Стерна. Сад, за которым Стерн ухаживал в годы службы там, ежедневно открыт для посещения.
Английский словарь надолго пополнился словами из романа; в тексте «Тристрама Шенди» Стерн описывает свой роман как «шендианский», придумав термин, который до сих пор имеет тот же смысл, который Стерн заложил в него, когда «легкомысленно [писал] безобидную, бестолковую, весёлую шендианскую книгу…». Находясь под влиянием «Дона Кихота» Сервантеса, в своём романе Стерн впервые ввёл термин «сервантесовский».

### Аболиционисты
В 1766 г., когда споры о рабстве достигли апогея, Лоренсу Стерну пришло письмо от некоего негра Игнейшеса Санчо, просившего писателя использовать перо для лоббирования отмены работорговли. «Осветив этот предмет свойственным вам одному образом, вы облегчите иго многих, может быть, а не одного. Милостивый Боже! Какое будет наслаждение великодушному сердцу!», — писал он.
В июле 1766 г. письмо Санчо было получено его преподобием Лоренсом Стерном вскоре после того, как он закончил писать диалог между капралом Тримом и дядей Тоби для главы VI последнего тома, где описано притеснение чернокожей служанки в колбасной лавке в Лиссабоне. Широко опубликованный 27 июля 1766 г. ответ Лоренса Стерна на письмо Санчо стал неотъемлемой частью аболиционистской литературы XVIII века.

В малозаметных событиях в мире (как и в великих, впрочем) встречаются странные совпадения, Санчо: я как раз писал милый рассказ о невзгодах одинокой бедняжки-негритянки, когда я получил от вас письмо с пожеланиями от имени всех её многочисленных собратьев и сестёр — но почему от её собратьев? — ваших, Санчо! возможно даже моих? Тончайшими оттенками и незаметнейшими градациями природа меняет цвет лица людей от самого светлого, как у св. Якова, до самого тёмного в Африке. На каком из оттенков наше кровное родство должно пресечься? И на сколько оттенков мы должны спуститься по градиенту, прежде чем милосердие покинет нас? — Целая половина человечества, мой добрый Санчо, не находит ничего ненормального в том, чтобы обращаться с другой его половиной, как со скотами, и всеми силами старается сделать из неё настоящих скотов.

## Адаптации

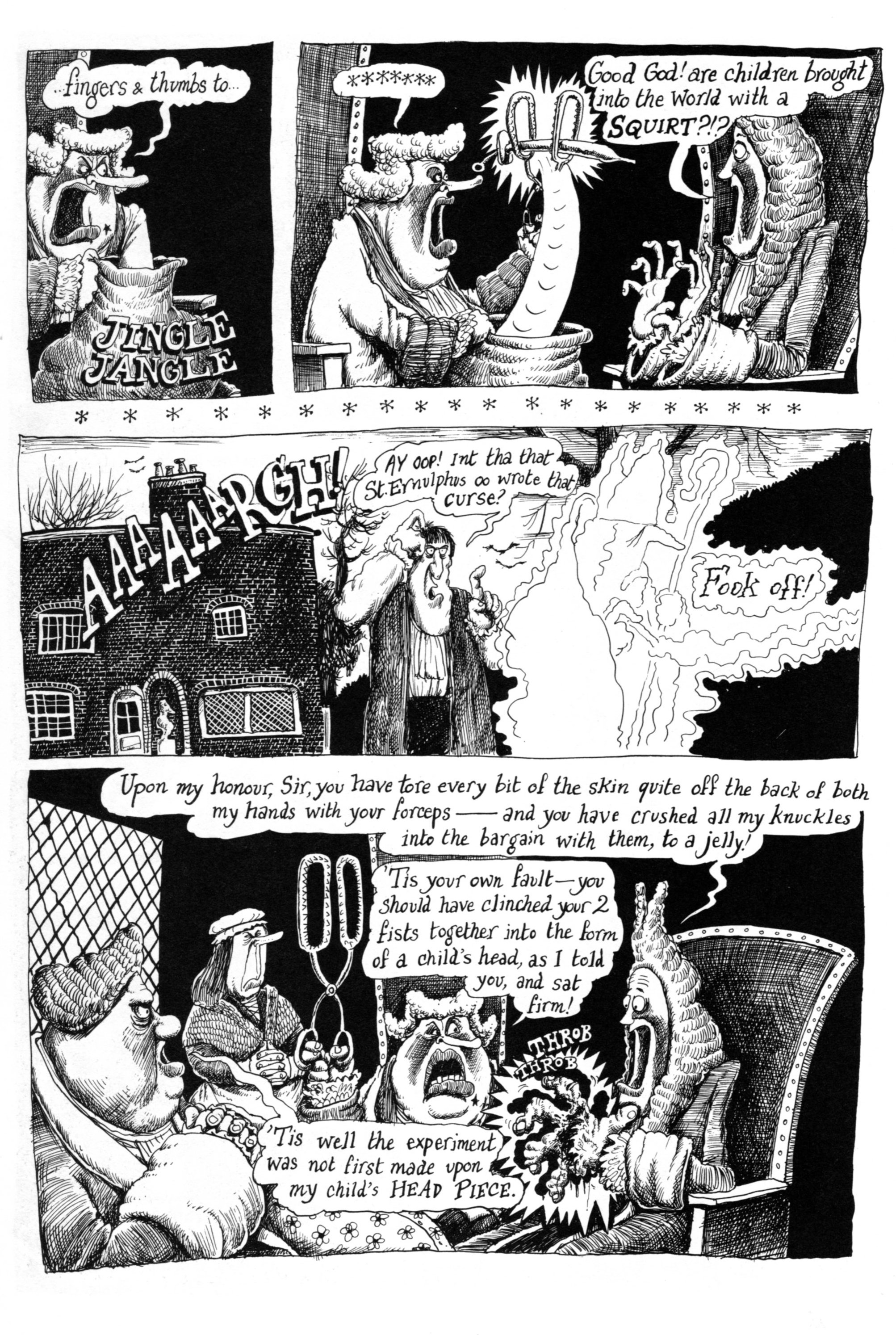
Иллюстрация (с. 76) из адаптации романа в комиксе карикатуриста Мартина Роусона.

В 2005 г. BBC Radio 4 передавало адаптацию романа Грэмом Уайтом в форме десяти 15-минутных серий под руководством режиссёра Мэри Пит, в которой участвовали Нил Даджен в роли Тристрама, Джулия Форд в роли матери, Дэвид Трофтон в роли отца, Эдриан Скарборо в роли Тоби, Пол Риттер в роли Трима, Тони Рор в роли д-ра Слопа, Стивен Хоган в роли Обадии, Хелен Лонгуорт в роли Сузанны, Ндиди дель Фатти в роли прабабки, Стюарт Маклаклин в роли прадеда и Хью Диксон в роли епископа Холла.
Карикатурист Мартин Роусон выпустил адаптацию в форме романа-комикса «Тристрам Шенди». Майкл Найман с 1981 г. время от времени возвращается к работе над оперой «Тристрам Шенди». Публично было исполнено не менее пяти частей оперы, а одна из них — «Песня о носах» — в 1985 г. была записана в альбоме «Поцелуй и другие телодвижения».
В 2006 г. книгу адаптировали для кино в фильме «Тристрам Шенди: История петушка и бычка» режиссёра Майкла Уинтерботтома, сценарий для которого написал Фрэнк Котрелл Бойс (в титрах указан как Мартин Харди в качестве мистификации) и в котором снялись Стив Куган, Роб Брайдон, Кили Хоус, Келли Макдональд, Наоми Харрис и Джиллиан Андерсон. Действие фильма разворачивается на метатекстуальном уровне: в нём показаны как сцены из адаптации романа (где актёры играют персонажей), так и выдуманные диалоги самих актёров в промежутках между съёмками (где актёры играют самих себя).
В феврале 2014 г. театральная адаптация Каллема Хейла была представлена публике в театре Тейбард в Чизике.
«Тристрам Шенди» был переведён на множество языков, в том числе на немецкий (неоднократно начиная с 1769 г.), нидерландский (неоднократно: Мунникхойзеном в 1779 г.; Линдо в 1852 г. и супругами Старинками в 1990 г.), французский (неоднократно начиная с 1785 г.), русский (неоднократно начиная с 1804—1807 гг., А. А. Франковским в 1949 г.), венгерский (Дьёзё Хатаром в 1956 г.), итальянский (Антонио Мео в 1958 г.), чешский (Алойсом Скоумалом в 1963 г.), испанский (Хосе Антонио Лопесом де Летоной в 1975 г., Аной Марией Аснар в 1976 г. и Хавьером Мариасом в 1978 г.), португальский (Жозе Паулу Паишем в 1984 г.), каталонский (Жоакином Маллафре в 1993 г.), норвежский (Бьёрном Херманом в 1996 г.) и финский (Керсти Ювой в 1998 г.).

## Ссылки на «Тристрама Шенди»

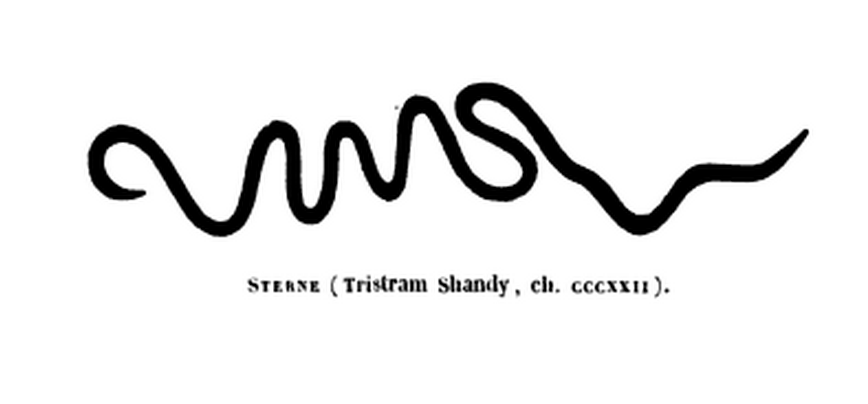
Эпиграф к «Шагреневой коже»